# Осиновик (Тверская область)
Осиновик — опустевшая деревня в Вышневолоцком городском округе Тверской области.

## География
Находится в центральной части Тверской области на расстоянии приблизительно 23 км по прямой на северо-восток от города Вышний Волочёк.

## История
Была отмечена на карте 1825 года. В 1859 году здесь (деревня Вышневолоцкого уезда) было учтено 14 дворов, в 1928 — 42. До 2019 года входила в состав ныне упразднённого Дятловского сельского поселения Вышневолоцкого муниципального района.

## Население
Численность населения составляла 108 человек (1859 год), 0 как в 2002 году, так и в 2010.